# OverBlood2
『OverBlood2』（オーバーブラッド2）は、1998年7月にリバーヒルソフトから発売されたプレイステーション用ゲーム。『OverBlood』の続編にあたるが、主人公や世界観は大きく変わっており、ラズが脇役で登場する部分を除けば、ほぼ別作品といえる。全7エピソードに分かれており、7エピソードの合計点数が2000点を超えると真のエンディングエピソード8が出現する。エピソード8は他のエピソードと比べ物にならないほど難易度が高い。

## システム
ポリゴンで描かれた主人公を操作してゲームを進める。前作の主人公であるラズが経営しているバーのある拠点の街とシナリオが進むにつれ攻略する必要のあるステージに分かれている。街はプリレンダリングされた中を画面を切り替える形で進むが、攻略するステージは前作同様、背景もフルポリゴンで描画されており、一人称視点や主人公の背後からのカメラ視点に切り替えることも出来る。
探索
拠点の街、攻略ステージ共に色々な場所を調べてアイテムを得たり操作して行動範囲を広げる。
セーブ
ボイスレコーダーを使えば、いつでもどこでもセーブすることが出来る。
ミニゲーム
ゲーム中で音楽に合わせてダンスをするシーン、後述のジャンクブレードを操るシーンが存在する。
戦闘
今回は主に攻略ステージで様々な敵が現れ、各ステージの終わりには基本的にボスキャラが待ち受けている。
トラップ
色々なパターンで即死する。また、何かしなければ、死ぬ可能性がある場所も存在する。

## ストーリー
西暦2115年、人類は70年前に発生した「地球の突然死」と呼ばれる原因不明の温暖化現象により、大気冷却機なしでは生きていけなくなっていた。アカーノは、ジャンクブレードと呼ばれるレースに出場するため、旅客シャトルで世界の中心・イーストエッジへやってきた。ベルターという老人、そしてこの老人を追ってきた国際警察の女捜査官・クリスも同じシャトルの乗客だった。エアポートでアカーノがベルターに出会ったとき、この老人が何者かに殺されることを感じ、ベルターを助けようとする。そしてベルターから正体不明のカプセルを託され、アカーノは壮大な運命の波に流されていくのであった。

## 登場人物

### プレーヤーキャラ
プレイヤーが操作できるキャラクターは以下の3人。
アカーノ・ブラーニ
声：矢尾一樹
年齢：24歳 / 身長：180cm / 体重：75kg
このゲームの主人公。全てのエピソードで操作することになり、平均的な能力をもつ。直情的な性格で、あまり細かいことを気にしない。実は先駆者と呼ばれる人智を超えた力を持っている。
クリス・レーンベッカー
声：鶴ひろみ
年齢：27歳 / 身長：170cm / 体重：50kg
国際警察捜査官。人前では決して弱みを見せない男勝りな性格。国際警察から指令された任務を遂行するため、ベルターを追ってシャトルに乗り、イーストエッジに降り立った。走る速度は遅いが、ジャンプ力に優れている。
ナバロ・ジーン博士
声：西村知道
年齢：55歳 / 身長：162cm / 体重：52kg
マフィア・ネオンゴートの隊長。以前はラズと同じ研究所におり、機械工学を専門としていた。ラズとは「太古の腐れ縁」と語るほどの旧友である。アカーノとは、看板島のブリッジで出会うことになる。

### 主人公サイドの人物
主人公達のサポートをしてくれる人物
ラズ・カーシ博士
声：屋良有作
年齢：52歳 / 身長：178cm / 体重：63kg
前作の主人公。遺伝子工学を専門とする。パブ「D-NA」を経営しながら、失ったままの記憶の手掛かりを探している。
ベルター・カーチス博士
声：佐藤正治
年齢：70歳 / 身長：172cm / 体重：63kg
科学者。70歳。かつてラズ、ナバロと共に研究を行っていた。彼がラズ宛のカプセルをアカーノに託した事から物語は始まる。
ニーナ・ブラーニ
声：前田ちあき
十数年前にさらわれたアカーノの妹。それほどの年の差はないが、子供の頃の姿で突然アカーノの前に現れる。
キム・ホサカ／リュウイチ・ハヤノ
声：関俊彦
ハヤノインダストリに対するレジスタンス「地球教団」を率いている。35歳。自分の事をあまり語らないが終盤で自分こそがオリジナルのリュウイチ・ハヤノである事を明かす。シャングリラ計画の非人道性を危惧したハヤノの幹部の一人であるミサト・ホサカによって連れ出されて育てられた。その後、口封じのために処刑されかけたラズ、ベルター、ナバロ達を救出した。
マリウス博士
声：武藤礼子
無限の力を引き出せる「ハルドライブ」の製作者。現在はその姿を隠している。実はアカーノと同じ先駆者で彼とのみテレパシーで意思疎通が可能。

### ハヤノインダストリ関係者
主人公達に敵対しない人物も含める。
リュウイチ・ハヤノ(クローン)
声：関俊彦
年齢：35歳 / 身長：185cm / 体重：77kg
ハヤノインダストリ社社長。35歳…のはずだったが前述のようにオリジナルに逃げられたため父親がリュウイチの髪の毛1本から培養したクローンに過ぎず本人も知らないまま最終的には部下であったはずのゼノに裏切られてシャングリラ内部の爆発に巻き込まれた。
コンドー
声：堀之紀
年齢：54歳 / 身長：210cm / 体重：98kg
ハヤノインダストリ社幹部。先代からハヤノ家に仕えており、変身能力を持っている。変身後の姿は前作の終盤で対峙した完全体に酷似する。二度目のアカーノとの対決後、彼に未来を見出したのか命がけで彼を救った。
ゼノ・ラゾール
声：曽我部和恭
シャングリラ計画の責任者であるが、実は彼は人工的に作られた先駆者で本作の最終ボス。その力を開放して終盤アカーノと激突するも敗れ、前作のARNAウイルスの強化版と思われるウイルスの力で「モンスター・ゼノ」となり再び挑むも完全に敗北。その際、自分は既にに未来を予知していたこと、そして人類が、これ以上世界に大きな影響を与えてしまう前に、自らが悪役となって人類を一致団結させようとしていた、と伝えた。
ミサト・ホサカ
回想シーンにのみ登場で劇中では故人。ハヤノインダストリの幹部でありながらシャングリラ計画に反対し、当時まだ子供であったリュウイチ・ハヤノを連れ出して自ら育てる。

## 用語
謎の温暖化
地球が突然気温が上昇し始めて人工的に冷やさないと人の住めない状況になってしまった。
大気冷却器
前述の温暖化に対抗するために世界各地に存在する。しかしエネルギーの大幅な消耗で劇中では既に使用不能直前まで追い詰められている。
ハヤノインダストリ
前作から名前のみ登場していた世界レベルの大企業。重力コントロールや大気冷却器をはじめ様々な技術を開発している。
シャングリラ計画
大気冷却器の寿命が尽きる前に世界の要人達のみが地球を離れて別の星で生き残ることが出来るようにする計画で劇中の数十年前から立案・実行されていた。
移民船シャングリラ
乗組員のコールドスリープ装置や新天地で必要な動植物積載等さながらノアの箱舟の様相と呈している。そのためディーヴァと呼ばれる人工知能によって制御されている。本編の最終ステージ。
地球教団
ハヤノインダストリによるシャングリラ計画の中止と、後述のハルドライブの起動により大気冷却器の永続化を目的としている。レジスタンスと見なされて当局からマークされており本部は巧妙に隠されている。
ハルドライブ
マリウス博士によって生み出された装置。無限のエネルギーを生成する事が可能で装置自体は地球教団が既に確保しているも劇中初期では未完成。ラズ達3人の博士とマリウス博士の力で復活する。
先駆者
生まれついて人智を超える超能力を持つ人間。強靭な肉体と攻撃用の波動発射、テレパシーによる意思疎通や未来を見る等、能力には個人差がある。ハヤノインダストリはシャングリラ計画のために利用しようとしていた。
オーバーブラッド
人工的に生み出された先駆者の事。前作のリステラ研究所等で研究されていたものの、ニーナを実験材料とする事で実用にこぎつけた。ゼノが第一号。

## 関連商品
ガイドブック
- オーバーブラッド2 パーフェクトガイド （ISBN 978-4-7973-0667-5）
- オーバーブラッド2 必勝攻略法 （ISBN 978-4-575-16118-2）
- オーバーブラッド2 ハイパーガイドブック （ISBN 978-4-7897-9158-8）

その他の書籍
- オーバーブラッド2 - アナザー・ストーリー（エクシードプレス） ISBN 978-4-89369-680-9

CD
- Over Blood 2 サントラ盤（メディアリング）